# Grande icosidodecaedro ditrigonale
In geometria, il grande icosidodecaedro ditrigonale è un poliedro stellato uniforme avente 32 facce - 20 triangolari e 12 pentagonali - 60 spigoli e 20 vertici.

## Coordinate cartesiane
Le coordinate cartesiane per i vertici del piccolo icosidodecaedro ditrigonale sono date da tutte le permutazioni di:
{\displaystyle \left(\,\pm 1,\,\pm 1,\,\pm 1\,\right)}
{\displaystyle \left(\,\pm \varphi ,\,\pm (\varphi -1),\,0\,\right)}
dove {\displaystyle \varphi ={\tfrac {1+{\sqrt {5}}}{2}}} è la sezione aurea.

## Poliedri correlati
Il grande icosidodecaedro ditrigonale, spesso indicato con il simbolo U47, ha la stessa disposizione di vertici del dodecaedro regolare, che è il suo inviluppo convesso, e condivide la posizione degli spigoli con il piccolo icosidodecaedro ditrigonale, con cui ha in comune la disposizione delle facce triangolari, con il dodecadodecaedro ditrigonale, con cui ha in comune la disposizione delle facce pentagonali,  e con il poliedro composto di cinque cubi.
| a{5,3}                              | a{5/2,3}                           | b{5,5/2}                     |
| =                                   | =                                  | =                            |
| ----------------------------------- | ---------------------------------- | ---------------------------- |
| Piccolo icosidodecaedro ditrigonale | Grande icosidodecaedro ditrigonale | Dodecadodecaedro ditrigonale |
| Dodecaedro (inviluppo convesso)     | Composto di cinque cubi            |                              |

### Grande icosaedro triambico
Il grande icosaedro triambico è un poliedro stellato isoedro, nonché il duale del grande icosidodecaedro ditrigonale, avente per facce 20 esagoni invertiti, detti anche triambi.
Dato un grande icosidodecaedro ditrigonale di spigolo pari a 1, immaginando il grande icosaedro triambico come composto da 20 facce intersecanti a forma di esagono invertito, simile a un'elica a tre pale, come riportato nella figura sottostante, di cui solo una parte visibile all'esterno del solido, le facce risultanti hanno due gruppi di tre angoli uguali di ampiezza pari a {\displaystyle \arccos({\frac {1}{4}})-60^{\circ }\approx 15,522\,487\,814\,07^{\circ }} e {\displaystyle \arccos(-{\frac {1}{4}})\approx 104,477\,512\,185\,93^{\circ }}, disposti alternativamente lungo il perimetro del poligono, con una somma delle ampiezze pari, come si vede, a 360°, e non a 720° come ci si attenderebbe per un esagono.